# Macrochaeta bansei
Macrochaeta bansei är en ringmaskart som beskrevs av Hartmann-Schröder 1974. Macrochaeta bansei ingår i släktet Macrochaeta och familjen Acrocirridae. Arten har ej påträffats i Sverige. Inga underarter finns listade i Catalogue of Life.